# 完颜撒剌
完颜撒剌（?—?），女真族，姓完颜。金朝将领，金章宗时参知政事。
完颜撒剌初任翰林修撰。明昌五年（1194年）正月，金章宗以知大兴府事尼厖古鑑、御史中丞董师中、翰林待制奥屯忠孝、提点司天台张嗣、翰林修撰完颜撒剌、刑部员外郎李庭义、大理丞麻安上为校定官，大理卿阎公贞，户部侍郎李敬义、工部郎中贾铉为覆定官，重修新律为《明昌律义》。承安五年（1200年）三月癸亥，户部尚书孙铎、大理卿完颜撒剌、国子司业蒙括仁本在便殿被金章宗召对。泰和六年（1206年）四月，南宋开禧北伐。四月丙寅，金章宗下诏平章政事仆散揆于汴京领行省，可以便宜从事。升诸道统军司为兵马都统府，以山东东、西路统军使纥石烈执中为山东西路兵马都统使，定海军节度使、副都统军使完颜撒剌作为他的副手，纥石烈执中分兵驻金城、朐山，请征发东平路之兵遏守密州、沂州、宁海州、登州、莱州。泰和七年（1207年）六月十四，乌古论谊为元帅左监军，完颜撒剌为元帅左都监。泰和八年（1208年）正月初三，以元帅左都监完颜撒剌为参知政事。